# Peucetia lucasi
Peucetia lucasi là một loài nhện trong họ Oxyopidae.
Loài này thuộc chi Peucetia. Peucetia lucasi được miêu tả năm 1863 bởi Vinson.